# Mohawk River (New Hampshire)
Der Mohawk River ist ein etwa 24 km langer linker Nebenfluss des Connecticut River im US-Bundesstaat New Hampshire.
Er entspringt in der Nähe von Dixville Notch und fließt in Richtung Westsüdwest, bis er bei Colebrook von links in den Connecticut River mündet. Der Mohawk River entwässert ein Areal von 145 km².